# Bamboo Hirst
Bamboo Hirst (Shanghai, 1940 – Londra, 10 aprile 2020) è stata una scrittrice italiana.

## Biografia
Nata da padre italiano, diplomatico, e da madre cinese, a tredici anni Bamboo fu costretta ad abbandonare la sua terra natale per ragioni politiche. Raggiunse da sola l'Italia, dopo settanta giorni di navigazione a bordo di una nave greca. Dopo aver vissuto e lavorato diversi anni a Milano occupandosi di pubbliche relazioni nel campo della moda, si trasferì a Londra. 
Fu la prima scrittrice di origine cinese a scrivere in italiano. Autrice di diversi romanzi e saggi che documentano la realtà politica, sociale ed economica della Cina, dedicò grande attenzione alla condizione femminile.

## Opere
- Inchiostro di Cina (1987)
- Il riso non cresce sugli alberi (1988)
- Il mondo oltre il fiume dei peschi in fiore (1989)
- Passaggio a Shanghai (1991)
- Cartoline da Pechino (1994)
- Figlie della Cina (1999)
- Blu Cina (2005)
- Vado a Shanghai a comprarmi un cappello (2008)
- L'ultimo ballo nella città proibita (2013)